# The Day the Earth Stood Cool
"The Day the Earth Stood Cool" é o sétimo episódio da vigésima quarta temporada do seriado de animação de comédia de situação "The Simpsons". Foi exibido originalmente pela FOX em 9 de dezembro de 2012.

## Produção
Este é o quarto episódio de Matt Selman como escritor de The Simpsons. Há muito tempo, Selman tinha planos de uma visita da família Simpson á Portland, uma ideia que ele concebeu após o escritor Bill Oakley se mudou para Oregon. Armisen e Brownstein gravaram suas participações com um ano de antecedência.

## Enredo
Homer quer uma imagem mais jovem, e começa a sair com Terrence e Emily, seus vizinhos descolados de Portland. Mas Marge acredita que seus métodos para educar seus filhos são muito extremos e Bart logo percebe que seu filho, T-Rex, é muito pretensioso.

## Recepção
Robert David Sullivan, do The A.V. Club, deu ao episódio um "B+", dizendo: "É um dos episódios mais disciplinados do show, sempre com uma subtrama, e é o mais consistentemente engraçado até agora nesta temporada."

### Audiência
O episódio foi assistido por um total de 7,44 milhões de espectadores e recebeu um 3,4 na demográfica 18-49, tornando-se o show mais assistido da FOX naquela noite.